# Irene Diwiak

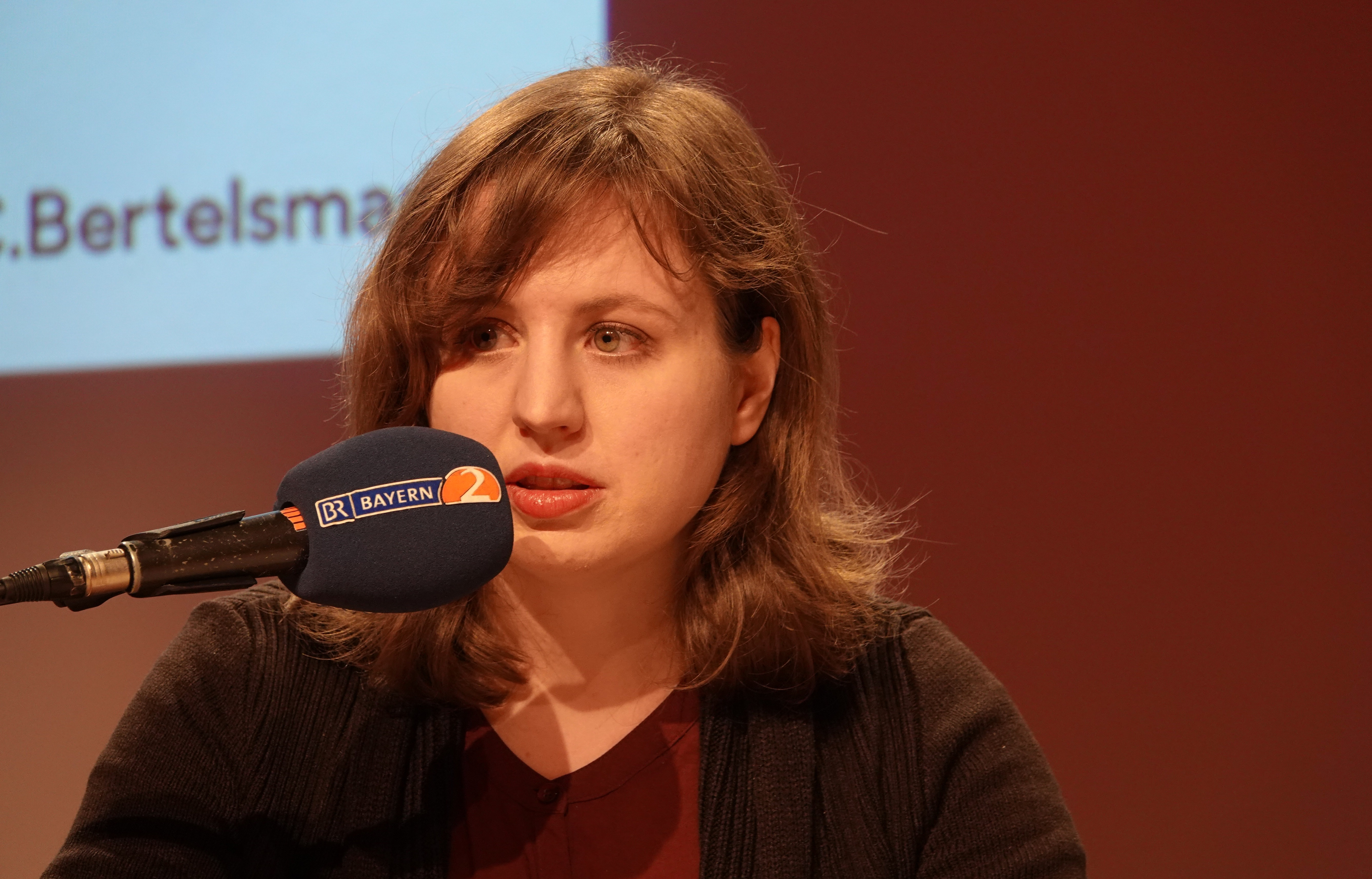
Irene Diwiak 2023

Irene Diwiak (* 10. Dezember 1991 in Graz) ist eine österreichische Schriftstellerin.

## Leben
Diwiak wuchs im steirischen Deutschlandsberg auf. Nach der Reifeprüfung zog sie nach Wien, wo sie zunächst Slawistik und Judaistik und anschließend Komparatistik studierte.
Sie schrieb Kurzhörspiele, Theaterstücke und Erzählungen. Ihre Texte erschienen in Zeitschriften und Anthologien. Ihre Theaterstücke wurden u. a. im Jugendtheater Dschungel Wien gespielt. Bereits mit zehn Jahren gewann sie ihren ersten Literaturpreis bei der Jugend-Literatur-Werkstatt Graz. Es folgten zahlreiche weitere Auszeichnungen und Preise, darunter 2013 unter 900 Teilnehmern der erste Platz des FM4 Wortlaut Literaturpreises für ihren Text Glück ist ein warmes Gewehr und 2015 der Theodor-Körner-Preis. Ihr Schauspiel Die Isländerin erhielt 2015 den Jurypreis beim Autorenwettbewerb der Nibelungenfestspiele Worms und wurde 2016 im Rahmen der Festspiele uraufgeführt. Im März 2017 absolvierte sie ein ORF-III-Literaturnachwuchs-Förderprogramm mit dem Schriftsteller Thomas Raab als Mentor.
2017 erschien im Deuticke Verlag ihr Debütroman Liebwies, der auf die Shortlist für den Debütpreis des Österreichischen Buchpreises kam. Er führt ins Wien der 1920er- und -30er-Jahre und erzählt von einer völlig unbegabten Sängerin, die zum Star aufgebaut wird. „Herrlich schalkhaft“ nannte Andrea Gerk den Roman. Irene Diwiak erzähle „souverän, stilsicher und beinahe klassisch österreichisch - nämlich mit subtiler Ironie und liebenswerter Bosheit“. Karin S. Wozonig befand: „Irene Diwiak verbindet in ihrem Roman die teils skurrilen Figuren und Handlungsstränge mit dem Aufstieg der Nazis. Leichtfüßig, nicht immer makellos, aber eingängig präsentiert die Autorin ihr Panoptikum. Ein bemerkenswertes Debüt, das von einer seltenen Freude am Fabulieren zeugt.“ Liebwies funktioniere als Sittenbild über die Ungleichheit der Geschlechter, schrieb Sebastian Fasthuber im Falter. „Auf ein Happy End braucht man nicht zu hoffen, dafür lässt einem die Kälte des großartigen Finales den Atem gefrieren.“ 2019 erschien Liebwies auch als Taschenbuch im Diogenes Verlag.
2020 erschien ihr zweiter Roman Malvita im Zsolnay Verlag. Ebenfalls 2020 brachte das sirene Operntheater in Wien ihre gemeinsam mit Margareta Ferek-Petric geschriebene Kammeroper Elsa zur Uraufführung.
2023 erschien ihr dritter Roman Sag Alex, er soll nicht auf mich warten, der von der Freundschaft zwischen Hans Scholl und Alexander Schmorell handelt, im C. Bertelsmann Verlag.
2024 erschien ihr vierter Roman Die allerletzte Kaiserin wieder im C. Bertelsmann Verlag.
Diwiak ist verheiratet mit dem Schauspieler Alexander Diwiak und lebt in Wien.

## Veröffentlichungen
- Glück ist ein warmes Gewehr oder Wie ich Paul McCartney erschoss (Kurzgeschichte), in: Zita Bereuter, Martina Bauer (Hrsg.): Klick. Wortlaut FM4 2013, Luftschaftverlag, Wien 2013, ISBN 978-3-902844-28-6, S. 11–27
- Stahl und Glas. Zwei Erzählungen über den Kommunismus und John Lennon, Buchhandlung Beim Augarten, Wien 2014, ISBN 978-3-9503323-0-8
- Die Isländerin (Schauspiel, 2015)[18]
- Liebwies (Roman), Deuticke Verlag, Wien 2017, ISBN 978-3-552-06359-4
  - Diogenes Verlag, Zürich 2019, ISBN 978-3-257-24441-0
- Malvita (Roman), Zsolnay Verlag, Wien 2020, ISBN 978-3-552-05977-1
- Guilty Pleasures (Pop! Goes The Pumpkin), edition kürbis, Wies 2021, ISBN 3-900965-58-7
- Sag Alex, er soll nicht auf mich warten (Roman), C.Bertelsmann Verlag, München 2023, ISBN 978-3-570-10468-2
- Die allerletzte Kaiserin (Roman), C.Bertelsmann Verlag, München 2024, ISBN 978-3-570-10469-9